# Liga de fútbol de Tayikistán 2016
La Liga de Fútbol de Tayikistán 2016 es la 25ta temporada de la Liga de Tayikistán, la máxima división de fútbol, organizado por la Federación de Fútbol de Tayikistán. El FC Istiklol es el campeón defensor.

## Equipos
Previo al comienzo de la temporada 2016, el Khosilot Farkhor fue promovido, mientras que el 25 de marzo de 2016, la Federación de Fútbol de Tayikistán anunció que el Daleron-Uroteppa había desistido de la liga debido a problemas financieros.
| Equipo                  | Ciudad       | Sede                           | Capacidad |
| ----------------------- | ------------ | ------------------------------ | --------- |
| Barki Tajik             | Dusambé      | Central Republican Stadium     | 24,000    |
| CSKA Dushanbe           | Dusambé      | CSKA Stadium                   | 7,000     |
| FC Istiklol             | Dusambé      | Central Republican Stadium     | 24,000    |
| Khayr Vahdat            | Vahdat       |                                |           |
| Khosilot Farkhor        | Farkhar      | Central Stadium                |           |
| Khujand                 | Khujand      | 20-Letie Nezavisimosti Stadium | 20,000    |
| Parvoz Bobojon Ghafurov | Ghafurov     | Furudgoh Stadium               | 5,000     |
| Ravshan Kulob           | Kulob        | Kulob Central Stadium          | 20,000    |
| Regar-TadAZ             | Tursunzoda   | Stadium Metallurg 1st District | 20,000    |
| Vakhsh Qurghonteppa     | Qurghonteppa | Tsentralnyi Stadium            | 10,000    |

## Tabla de posiciones
| Pos | Equipo              | PJ | PG | PE | PP | GF | GC | Dif | Pts |
| --- | ------------------- | -- | -- | -- | -- | -- | -- | --- | --- |
| 01. | FC Istiklol         | 18 | 14 | 3  | 1  | 67 | 20 | +47 | 45  |
| 02. | Khosilot Farkhor    | 18 | 11 | 4  | 3  | 40 | 16 | +24 | 37  |
| 03. | Regar-TadAZ         | 18 | 10 | 2  | 6  | 36 | 23 | +13 | 32  |
| 04. | Barki Tajik         | 18 | 9  | 2  | 7  | 32 | 25 | +7  | 29  |
| 05. | Khayr Vahdat        | 18 | 8  | 5  | 5  | 29 | 25 | +4  | 29  |
| 06. | CSKA Dushanbe       | 18 | 8  | 3  | 7  | 23 | 16 | +9  | 27  |
| 07. | Khujand             | 18 | 8  | 1  | 9  | 22 | 37 | -15 | 25  |
| 08. | Vakhsh Qurghonteppa | 18 | 5  | 3  | 10 | 21 | 39 | -18 | 18  |
| 09. | Ravshan Kulob       | 18 | 2  | 3  | 13 | 17 | 50 | −33 | 9   |
| 10. | Parvoz              | 18 | 1  | 2  | 15 | 14 | 50 | −36 | 5   |

Pts = Puntos; PJ = Partidos jugados; G = Partidos ganados; E = Partidos empatados; P = Partidos perdidos; GF = Goles anotados; GC = Goles recibidos; Dif = Diferencia de goles

(C) = Campeón.

Fuente:
|  | Copa AFC 2017 (Fase de grupos) |
|  | Copa AFC 2017 (Play-off)       |

## Estadísticas de tempora

### Generales
- Primer gol marcado en la temporada: Siyovush Asrorov para el Istiklol contra el Parvoz Bobojon Ghafurov (7 de abril de 2016)[3]

### Goleadores
Actualizado al 30 de octubre de 2016
| Posición | Jugador              | Club                            | Goles |
| -------- | -------------------- | ------------------------------- | ----- |
| 1        | Manuchekhr Dzhalilov | Istiklol                        | 22    |
| 2        | Kamil Saidov         | Barki Tajik/Khosilot Farkhor    | 12    |
| 3        | Fatkhullo Fatkhuloev | Istiklol                        | 10    |
| 3        | Romish Jalilov       | Regar-TadAZ                     | 10    |
| 5        | Jones Agbley         | Khayr Vahdat                    | 8     |
| 5        | Komron Tursunov      | Regar-TadAZ                     | 8     |
| 5        | Dilshod Bozorov      | Khujand                         | 8     |
| 5        | Akhtam Khamrakulov   | Vakhsh Qurghonteppa/Regar-TadAZ | 8     |
| 9        | Jahongir Aliev       | Istiklol                        | 7     |
| 9        | David Mawutor        | Istiklol                        | 7     |
| 9        | Nuriddin Khamrokul   | Barki Tajik                     | 7     |
| 9        | Navruz Rustamov      | Khosilot Farkhor                | 7     |